# Andy T. Tran
Andy T. Tran (Houston, 6 oktober 1983) is een Amerikaans acteur.

## Biografie
Tran studeerde in 2002 af met een bachelor in economie en wiskunde aan de Universiteit van Texas in Austin. Tijdens zijn studietijd schreef, regisseerde hij en acteerde in komedieseries in universiteit competities, dit zorgde ervoor dat hij van 2007 tot en met 2009 een sketchspeler werd in komedievoorstellingen in Austin (Texas). Tran verhuisde in 2011 naar Los Angeles voor zijn acteercarrière. 
Tran begon in 2009 met acteren in de korte film Senses, in 2010 begon hij met het echte acteren in de televisieserie Chase. Hierna speelde hij nog meerdere rollen in televisieseries en films. Hij is vooral bekend van zijn rol als luitenant Andy Chung in de televisieserie The Last Ship waar hij in 17 afleveringen speelde (2014-2018). 

## Filmografie

### Films
Uitgezonderd korte films..
- 2021 Playing God - als Jeff
- 2015 Bound - als Lee
- 2013 Reckless - als dokter
- 2011 The Curse of Babylon - als dr. Kinsley
- 2010 Corruption.Gov - als Allen

### Televisieseries
Uitgezonderd eenmalige gastrollen.
- 2014-2018 The Last Ship - als luitenant Andy Chung - 17 afl.